# SWFTools
SWFTools é um conjunto de ferramentas para desenvolver arquivos no formato Shockwave Flash. Diferentemente do Adobe Flash, não dispõe de uma interface gráfica para manipulação direta das imagens. O principal utilitário é o SWFC, que é um compilador com suporte para figuras, botões, formulários, ActionScript e efeitos de imagem e de som. Animações podem ser geradas usando uma técnica semelhante à da criação de GIF animado, por meio de seqüenciamento de arquivos PNG, JPG ou GIF, ou mesmo outros arquivos SWF estáticos (por exemplo, os que são criados usando o Impress e o Draw), ou então criando sequências de quadros em forma de arquivos PDF e convertendo-os depois por meio do utilitário pdf2swf.
SWFTools é um software livre, e roda em Windows, Mac OS X, AmigaOS, Unix e sistemas semelhantes a Unix (Linux, etc).